# ビクトル・ニコラエヴィッチ・ソコロフ
ビクトル・ニコラエヴィッチ・ソコロフ (ロシア語: Виктор Николаевич Соколов、1962年4月4日 - ) は、ロシア海軍の海軍軍人、階級は大将。2022年8月から2024年4月まで黒海艦隊の司令官を務めた。
2016年、ソコロフは北方艦隊の副司令官として、ロシアのシリアへの軍事介入における同国沖での作戦に参加するために派遣された同艦隊の分遣隊の指揮を執った。数か月の作戦遂行の後、ソコロフは参謀総長のワレリー・ゲラシモフ上級大将から功績を感謝され、機動部隊とともにロシア北部の艦隊の本拠地に帰還した。
2020年1月、北方艦隊の副司令官を辞任し、N・G・クズネツォフ海軍大学校の校長に就任した。ロシアのウクライナ侵攻中の2022年8月、黒海艦隊の司令官に就任したことが発表された。2024年、ソコロフが黒海艦隊司令官の職を解任されたと報じられた。
2023年9月25日、ウクライナ特殊作戦部隊は、9月22日のクリミア・セヴァストポリにあるロシア黒海艦隊司令部への（長距離巡航ミサイル「ストームシャドウ」を使用した）ウクライナのミサイル攻撃でソコロフが死亡したと主張したが、ロシア政府は、ソコロフの死亡を否定し、現在も生存している様子を映したとされる映像を公開した。2024年、国際刑事裁判所（ICC）は、ロシアのウクライナ侵攻中の戦争犯罪容疑を理由にソコロフの逮捕状を出した。

## 生い立ちと軍務
ソコロフは1962年4月4日に生まれた。1980年8月1日にレニングラードのM・V・フルンゼ高等海軍学校に入学し、1985年6月30日に卒業した。ソコロフは、最初にリガ型フリゲート「SKR-61」の機雷・魚雷戦部門指揮官（1985年8月から1987年8月まで）として太平洋艦隊に配属され、その後、ナチャ型掃海艇「ヤコール」の同部門の指揮官に任命された（1987年8月から1989年10月まで）。同月、ソコロフはソーニャ型掃海艇「BT-51」の機雷・魚雷戦部門を指揮するようになり、1990年12月まで同職に留まった。次の役職は、かつて乗船していた掃海艇「ヤコール」の副長であり（1990年12月から1991年12月まで）、その後、「ヤコール」の姉妹艇「ザリャド」の艇長に就任した（1992年9月から1993年9月まで）。これらの配属の合間に、高等特別士官クラスを受講し、修了した（1991年から1992年）。
ソコロフはその後、第187掃海艇分隊の参謀長に任命され（1993年9月から1994年9月まで）、太平洋艦隊の第81掃海艇分隊の司令官に任命された（1994年9月から1995年8月まで）。同年9月1日にN・G・クズネツォフ海軍大学校に入学し、1998年7月30日に卒業した。
ソコロフは、1998年から2000年6月まで艦隊本部の運用管理部門の責任者として太平洋艦隊に戻り、その後、プリモルスキー小艦隊の第165水上艦旅団の参謀長に就任し、その後同旅団の指揮官となった（2002年9月から2004年9月まで）。その後、2004年9月から2006年7月まで軍参謀本部アカデミーで学んだ後、再び太平洋艦隊に戻り、同年8月からプリモルスキー小艦隊の副司令官の地位に就いた。2010年8月、ソコロフは同小艦隊の司令官に昇進し、2012年9月まで同職を務めた。

## 北方艦隊およびシリア作戦の指揮官 (2012-2020年)
2012年9月に北方艦隊に異動しコラ小艦隊の指揮を執った。2013年8月、ソコロフは北方艦隊の副司令官に任命された。
2016年半ば、ソコロフは、ロシアのシリア介入におけるシリア沖での作戦に派遣される、空母「アドミラル・クズネツォフ」とミサイル巡洋艦「ピョートル・ヴェリキー」を中心とする北方艦隊の分遣隊の指揮官に任命された。戦闘集団は2016年10月15日にセヴェロモルスクを出発した。 2016年11月15日、ロシア軍指導部は、「アドミラル・クズネツォフ」の航空団が、シリアでの軍事作戦において初めて戦闘で使用されたと発表した。シリアにおけるロシア軍事作戦の指揮官であるアンドレイ・カルタポロフ大将は、戦闘作戦の評価において、ロシア海軍航空隊が1,252の標的に対して420回の出撃を行い、そのうち117回が夜間であったと発表した。さらに、捜索救助、航空輸送支援、航空偵察、航空優勢の維持を行うために750回以上の出撃が行われた。フリゲート「アドミラル・グリゴロビッチ」は、2016年11月15日にISISの標的に対してカリブル巡航ミサイルを発射したと報告された。2017年1月6日参謀総長のワレリー・ゲラシモフは、ソコロフが海軍任務部隊の指揮を執ったことに感謝し、作戦地域からの撤退の準備をしてセヴェロモルスクの艦隊基地に戻るよう指示した。
2018年9月、ソコロフは、ロシアの近代史で初めて地中海で開催されたオーシャンシールド演習で主導的な役割を果たした。演習には4つのロシア艦隊すべてとカスピ小艦隊から2隻の潜水艦を含む合計25隻の艦艇及び30機以上の航空機とヘリコプターが参加した。

## 海軍大学校長 (2020-2022年)
ソコロフは、北方艦隊の副司令官をほぼ7年間務めた後、2020年1月17日にN・G・クズネツォフ海軍大学校の校長に任命された。

## 黒海艦隊司令官
2022年8月17日、ソコロフが黒海艦隊 (BSF) のイゴール・オシポフ司令官の後任に就任したことがRIAノーボスチによって発表された。この交代は、2022年ロシアのウクライナ侵攻中に黒海艦隊旗艦のミサイル巡洋艦「モスクワ」とクリミアのサーキ飛行場（セヴァストポリの北約70キロ）がウクライナ軍の攻撃を受け、損失が出た後に行われた。
ソコロフは2023年6月6日に提督に昇進した。

### セヴァストポリ海軍基地へのミサイル攻撃（蟹の罠作戦）
2023年9月25日、ウクライナ特殊作戦部隊は、南部クリミアのセヴァストポリにあるロシア黒海艦隊司令部への（長距離巡航ミサイル「ストームシャドウ」を使用した）9月22日の攻撃で、ソコロフ司令官を含む34人の将校が死亡し、105人の軍人が負傷したと発表した。
これに対し、ロシア国防省は9月26日、ソコロフ司令官がセルゲイ・ショイグ国防相らとビデオ回線でつながっている場面の映像を公開し、高官らの会議が26日朝に開かれたとした。BBCは9月27日、会議が実際に26日に開催されたのかや、ソコロフの映像がリアルタイムのものだったのかについて確認できてないとした。この映像が公開された後、ウクライナは主張を後退させ、死亡した34人に司令官が含まれているとの主張は「公開されている情報源」に基づくものだとする声明を出した。9月27日、ソコロフを取り上げた他の2つの映像がロシアのメディアによって公開された。そのうちの1つは、「今現在の」ソコロフがFCセヴァストポリの選手たちに賞を授与していると報じられたが、クラブ自体は以前、この式典は9月20日に行われると発表していた。別の映像では、ソコロフが第810独立親衛海軍歩兵旅団にウシャコフ記章が授与されたことについて言及しているものの、2023年8月29日にロシアが設置したセヴァストポリ知事のミハイル・ラズボジャエフが第810旅団にウシャコフ記章が授与されたと発表していた。ラジオ・フリー・ヨーロッパのジャーナリスト、マーク・クルトフによると、このサッカーチームの2回目の授賞式が9月27日に開催され、今回はソコロフも出席したという。

### 解任
2024年2月15日、Rybarなどのロシアの有名テレグラムチャンネルは、ソコロフが黒海艦隊司令官の職から解任されたと報じた。ソロコフ指揮下での黒海艦隊は、2月14日に破壊された大型揚陸艦ツェザール・クニコフを含む多数の艦船がウクライナに破壊されており、ロシアの軍事ブロガーらは、交代の理由はこうした損失によるものではないかと推測した。同年4月2日、セルゲイ・ピンチュクが黒海艦隊司令官に就任したことがロシア政府から明らかにされた。

### 国際刑事裁判所の逮捕状
2024年3月5日、国際刑事裁判所（ICC）は、ウクライナ侵攻をめぐる戦争犯罪容疑でロシア軍のセルゲイ・コビラシュ中将とヴィクトル・ソコロフ海軍大将に逮捕状を出した。ICCは声明で、2人の容疑者には「指揮下の部隊がウクライナの電力インフラに対して行ったミサイル攻撃」の責任があると信じるに足る合理的根拠があるとしており、こうした攻撃は、明らかに過剰な民間の被害と損害をもたらしたと指摘した。ICCは、コビラシュ中将とソコロフ大将の「それぞれに、民間の標的への攻撃を指示した戦争犯罪の責任がある」とし、「非人道的行為という、人道に対する罪」にも問われていると説明した。

## 賞と家族
キャリアの中で、ソコロフは４等「祖国功労」勲章、ナヒーモフ勲章、武功勲章、海軍功労勲章を授与された。既婚で、3人の息子がいる。